# Héctor Quintanilla (actor)
Héctor Quintanilla fue un actor de cine y teatro que nació en Argentina el 29 de abril de 1893 y falleció en Buenos Aires, Argentina el 1 de diciembre de 1961. 

## Actividad profesional
Comenzó su carrera actoral en España donde filmó alrededor de 80 películas mudas para la Condal Film en Barcelona, entre las que se cuentan El signo de la tribu (1914) y A la pesca de los 45 millones (1916). Al regresar a Argentina debutó en el Teatro Comedia de Rosario, provincia de Santa Fe y siguió actuando luego en los teatros Maipo y Variedades de Buenos Aires en revistas, sainetes y zarzuelas. Quintanilla también actuó formando dúo con Carlos Enríquez.
También tiene carrera en Portugal, donde representa el personaje Cardo, creado por Ernesto de Albuquerque y inspirado en las películas de Charlie Chaplin.
Trabajó en el cine sonoro de Argentina desde sus primeros años, comenzando con Los tres berretines  y Dancing, ambas de 1933. En general sus papeles se referían a personajes despistados y parlanchines. El último filme en el que participó fue El último cow-boy de 1954. 
Cuando en 1934 se creó el Sindicato Argentino de Actores, que más adelante en 1937 se fusionó con la Asociación Argentina de Actores, Héctor Quintanilla fue uno de los primeros dirigentes de aquella entidad. 
Quintanilla falleció en Buenos Aires, Argentina el 1° de diciembre de 1961.

## Filmografía
Actor
- El último cow-boy  (1954)
- La pícara cenicienta  (1951)
- Don Fulgencio (El hombre que no tuvo infancia)  (1950)
- Marihuana  (1950)   Chevrolet
- El barco sale a las diez  (1948)
- La hostería del caballito blanco  (1948)
- Lucrecia Borgia  (1947)
- La danza de la fortuna  (1944)Don Aquiles
- Capitán Veneno  (1943)
- La casa de los millones  (1942)
- Bruma en el Riachuelo  (1942)
- Mañana me suicido  (1942)
- Papá tiene novia  (1941)
- Peluquería de señoras  (1941)
- El más infeliz del pueblo  (1941)
- Dama de compañía  (1940)
- Mi fortuna por un nieto  (1940)
- Los celos de Cándida  (1940)
- Margarita, Armando y su padre  (1939) …Caballo de Atila
- Ronda de estrellas  (1938)
- La chismosa  (1938)
- La casa de Quirós  (1937)
- El cañonero de Giles  (1937)
- Ya tiene comisario el pueblo  (1936)
- Radio Bar  (1936)
- Los tres berretines  (1933)
- Dancing  (1933)
- A la pesca de los 45 millones   (1916)
- La danza fatal   (1915)
- Cuentos baturros   (1915)
- El signo de la tribu   (1914) .... Garabito